# Alhaurín el Grande
Alhaurín el Grande é um município da Espanha, na província de Málaga, comunidade autónoma da Andaluzia. Tem 73,1 km² de área e em 2021 tinha 26 095 habitantes (densidade: 357 hab./km²). Pertence à comarca do Valle del Guadalhorce.